# Håkon Martin Evjenth
Håkon Martin Evjenth, född 1865, död 1934, var en norsk jurist och politiker.
Evjenth var från 1889 praktiserande advokat i Bodø, och en av venstres ledande män i Nordnorge. Han var 1928-30 statsråd och chef för justitie- och politidepartementen i Johan Ludwig Mowinckels regering.